# Frauen regier'n die Welt
Chansons représentant l'Allemagne au Concours Eurovision de la chanson
No No Never
(2006) Disappear
(2008)
Frauen regier’n die Welt (en français, Les Femmes règnent sur le monde) est la chanson représentant l'Allemagne au Concours Eurovision de la chanson 2007. Elle est interprétée par Roger Cicero.

## Histoire
Lors du concours de sélection, Roger Cicero gagne devant le girl group Monrose et le chanteur Heinz Rudolf Kunze.
La chanson est commercialisée en single le 9 mars 2007. Outre la chanson-titre, il comprend aussi Wenn sie dich fragt , une version live de Mein guter Stern auf allen Wegen et Schön, dass du da bist (issus de l'album Männersachen) ainsi qu'une version instrumentale de la chanson-titre. Le single atteint la septième place des ventes en Allemagne, la 51e en Autriche et la 64e en Suisse. La chanson est de nouveau publiée en bonus lors de la réédition de l'album Männersachen en 2007.
Lors du concours Eurovision, Cicero (qui passe en seizième place entre Serebro et Song Number One pour la Russie et Marija Šerifović et Molitva pour la Serbie) obtient 49 points et finit à la 19e place.